# Arte ambientale
La locuzione arte ambientale viene utilizzata per descrivere genericamente il processo artistico o l'opera d'arte in cui l'artista si confronta attivamente con l'ambiente. Questo ambiente, oltre alla sua dimensione ecologica e naturale, può essere inteso quindi anche come contesto formale, politico, storico e sociale.
Hal Foster, critico d'arte statunitense contemporaneo, definisce le opere di arte ambientale come «progetti di sculture site-specific che utilizzano materiale tratto dall'ambiente al fine di creare nuove forme o per re-indirizzare le nostre percezioni del contesto; programmi che importano oggetti nuovi, innaturali in uno scenario naturale a scopi simili; attività individuali sul paesaggio in cui il fattore tempo svolge un ruolo determinante; interventi collaborativi e socialmente consapevoli». Questa citazione mostra come la locuzione «arte ambientale» si riferisca a processi e risultati artistici anche molto diversi tra loro, alla cui base vi è però il superamento della concezione di autonomia dell'opera d'arte rispetto al contesto in cui viene collocata.
Germano Celant, critico d'arte italiano, afferma inoltre che tra l'opera e il contesto vi sia uno scambio reciproco: «l'arte crea uno spazio ambientale, nella stessa misura in cui l'ambiente crea l'arte».
Nonostante l'iniziale volontà dell'arte ambientale di combattere il “sistema dell'arte”, eliminando l'oggetto artistico in sé e, più in generale, la mercificazione dell'opera d'arte, diventò indispensabile esporre i lavori nelle gallerie e nei musei per il riconoscimento del loro status di opere d'arte e per riuscire a raccogliere i capitali finanziari necessari alla loro realizzazione. Questa necessità portò numerosi artisti a concepire l'opera ai fini della sua riproduzione fotografica e filmica, come nei casi di Richard Long e Robert Smithson, le quali hanno ora sia un valore documentario, sia un valore di mercato.

## Storia
Il coinvolgimento dello spazio reale inizia ad essere un aspetto significativo delle opere d'arte a partire dalla fine degli anni '50, per poi continuare ad interessare le principali correnti artistiche (Neo-dadaismo, Arte Programmata, Minimalismo, Arte Processuale, Arte Povera, Arte Concettuale) per tutti gli anni '60, fino all'inizio dei '70.
Inizialmente l'Arte Ambientale era molto più legata alla scultura, (in particolare come Site-Specific Art, Land Art e Arte Povera -) considerando la crescente critica nei confronti della scultura tradizionale e delle pratiche che venivano viste come sempre più obsolete e potenzialmente in disarmonia con l'ambiente naturale.
Già Boccioni nel 1912 teorizzava nel suo Manifesto tecnico della scultura futurista che non vi potesse essere rinnovamento se non attraverso la scultura d'ambiente, capace di modellare l'atmosfera che la circonda.
Altri precedenti dell'Arte Ambientale sono rintracciabili nella avanguardie storiche: l’Ambiente dei Proun del costruttivista El Lissitskij è uno spazio espositivo realizzato per la grande esposizione di Berlino nel 1923 in cui elementi architettonici, pittori e plastici sono indissolubilmente legati tra loro; mentre il Merzbau del dadaista Kurt Schwitters è un'accumulazione progressiva di oggetti quotidiani realizzata nella casa studio dell'artista ad Hannover e durata dieci anni, nel corso dei quali diventa testimonianza organica del vissuto dell'artista.
Contributi decisivi per quello che riguarda le installazioni ambientali sono rintracciabili anche in alcuni interventi d'allestimento compiuti da Marcel Duchamp: nel 1938 alla Galerie des Beux-Arts di Parigi nel corso dell'Esposizione internazionale del Surrealismo appende al soffitto più di 1000 sacchi di carbone; mentre nel 1942 per la mostra “First Paper of Surrealismo” tenutasi a New York riempie lo spazio con una fitta ragnatela creata con 12 miglia di filo.
Lo spazio, come sottolineano alcuni titoli delle sue opere (Ambiente spaziale con forme spaziali e illuminazione a luce nera, Galleria del Naviglio, Milano 1949), diviene uno degli elementi fondamentali nel lavoro di Lucio Fontana. L'interazione dello spazio con “giochi di luce” è mirata a produrre un effetto di spaesamento nello spettatore.
Un analogo senso straniante viene raggiunto anche da Pinot Gallizio dieci anni dopo, alla Galerie Drouin di Parigi, ma con mezzi completamente diversi: la Caverna dell'antimateria consiste infatti in 145 metri di tela dipinta che ricoprono completamente le superfici della galleria.
Altri artisti che utilizzano lo spazio come campo di azione per coinvolgere lo spettatore sono Enrico Castellani (Ambiente bianco o Spazio Ambiente, 1970) e Gianni Colombo (After Structure). Nel caso di quest'ultimo gli ambienti architettonici realizzati sono praticabili, nel senso che lo spettatore può camminare al loro interno (Spazio elastico, 1967).
Per Allan Kaprow, il primo artista a definire teoricamente le caratteristiche degli environment nell'articolo Introduction to a Theory nella rivista Bull Shit, il coinvolgimento degli spettatori e gli interventi a livello ambientale non sono che la diretta conseguenza della fusione di arte e vita.
La categoria oggi comprende l'utilizzo di molti nuovi media, spesso con valenze spettacolari.

## Alcune declinazioni del termine
- Bio art

Opere che includono materiale vivente, come per esempio piante, muschi, in una funzione restaurativa.
- Eco Art

Termine ampio con il quale ci si riferisce ad opere ecologicamente responsabili.
- Land Art[2]

Termine usato prevalentemente negli anni '60 e '70, prima negli Stati Uniti e poi in Europa, affine a Earth Art, che si riferisce ad opere di grande scala, denominate anche “Earthworks” realizzate in territori naturali, ma non necessariamente incentrate sulla tematica ecologica.
La Land Art comprende sia interventi che producono alterazioni impercettibili o effimere, sia modificazioni dell'ambiente su scala monumentale come gli scavi di Michael Heizer (‘'Double Negative'’, 1969-70), o la celebre ‘'Spiral Jetty'’ di Robert Smithson.
Con il termine Ephemeral Art si intende appunto quell'arte che viene creata intenzionalmente per durare solo un breve lasso di tempo. Questi lavori sono spesso lasciati degradare per effetto delle condizioni ambientali naturali.
Un'altra sottocategoria della Land Art sono i Walking works: pratiche in cui l'artista usa l'atto della passeggiata attraverso un ambiente come espressione artistica. Celebre in tal senso è la linea retta causata dal passaggio dell'artista Richard Long in un prato (‘'A Line Made by Walking'’, 1967).
- Environmental Installation o Sited-sculpture

Installazioni di sculture in un ambiente considerato più come sito che come fonte di materiali.
- Site-specific Performance Art

Performance in cui l'artista si connette fisicamente con un particolare contesto ambientale in una maniera che viene documentata con video o fotografie.
- Social Sculpture

Opere d'arte che si focalizzano sulla relazione tra ambiente e società, come opere che coinvolgono la comunità locale o che chiedono allo spettatore di partecipare attivamente, promuovendo una presa di coscienza delle condizioni ambientali circostanti.
- Assemblage and Recycled Art

Opere realizzate con materiali trovati (sia artificiali che naturali).
- Econvention

Combinazione delle parole "Ecology" e "Invention", che si riferisce ad opere che riparano danni dell'ambiente naturali. Chiamata anche "Reclamation Art" (arte di ripristino).
Tutti questi interventi spesso sono caratterizzati da una non facile fruizione diretta sia per l'inacessibilità dei luoghi sia per il degrado progressivo a cui le opere sono sottoposte a causa degli agenti atmosferici. Per questo motivo le opere sono documentate, e quindi rese visibili, da film, video, mappe e riprese fotografiche.

## Una distinzione

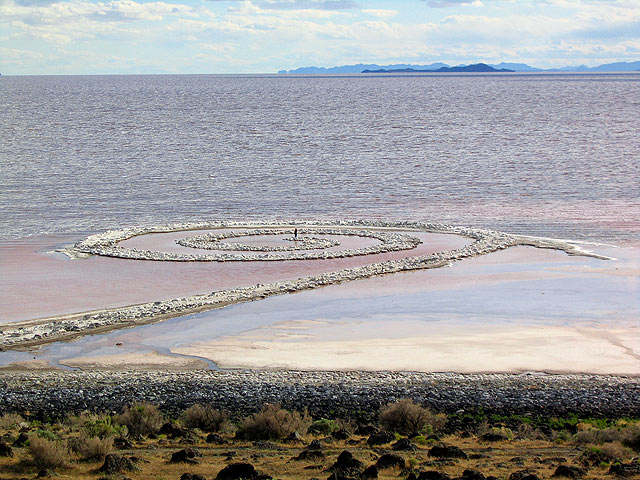
Spiral Jetty di Robert Smithson.

Nella definizione di Arte Ambientale, bisogna innanzitutto fare una distinzione tra quegli artisti che non prendono in considerazione gli effetti che provocano sull'ambiente e quelli che invece non intendono provocare alcun danno, al contrario si impegnano a riportare il contesto al suo stato naturale.

Come esempio possiamo citare la nota scultura dell'artista statunitense Robert Smithson "Spiral Getty" (1969) per realizzare la quale, nonostante il suo indiscutibile valore estetico, l'artista è intervenuto fortemente sul paesaggio, dovendo erodere e spostare grandi quantità di terra dalla costa.

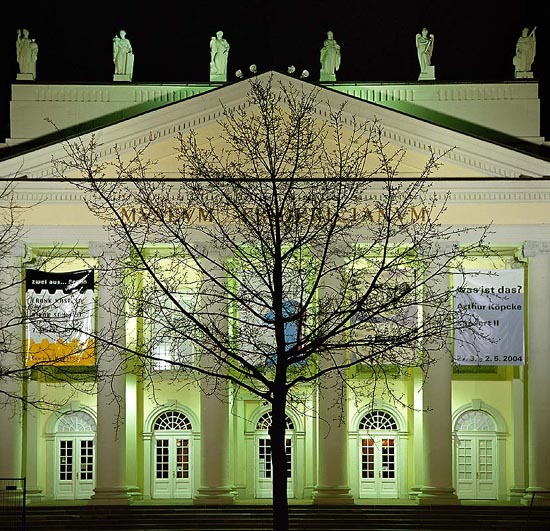
Una delle querce piantate durante la performance di Beuys davanti al Museo Friedericianum di Kassel.

Anche l'opera dell'artista di origine bulgara Christo e di sua moglie Jeanne-Claude, ha suscitato forti critiche, quando per esempio nel 1969 temporaneamente impacchettò la costa di Little Bay, a sud di Sidney, in Australia. Gli ambientalisti locali si unirono in protesta, sostenendo che l'opera era ecologicamente irresponsabile perché arrecava danno all'ambiente, colpendo in particolare gli uccelli che nidificavano sulla costa. Le critiche si accentuarono ancor più quando numerosi pinguini e una foca rimasero intrappolati sotto il telone usato per l'impacchettamento. La polemica sollevata attrasse l'attenzione internazionale dei circoli ambientalisti e portò gli artisti contemporanei a ripensare la Land Art e la Site-specific Art.
Per contro, un artista ambientale impegnato come lo scultore britannico Richard Long ha realizzato per decenni molte sculture esterne temporanee attraverso la installazione di materiale trovato sul posto, come rocce, fango e rami, che quindi non hanno avuto nessun tipo di effetto negativo sull'ambiente.
Probabilmente una delle opere più celebrate di Arte Ambientale del XX secolo è "7000 oaks" (7000 querce), un'azione ecologica realizzata durante Documenta dall'artista tedesco Joseph Beuys nel 1982, nella quale l'artista e i suoi assistenti hanno evidenziato la condizione dell'ambiente locale piantando 7000 querce dentro e intorno alla città di Kassel.